# XHMVS-FM

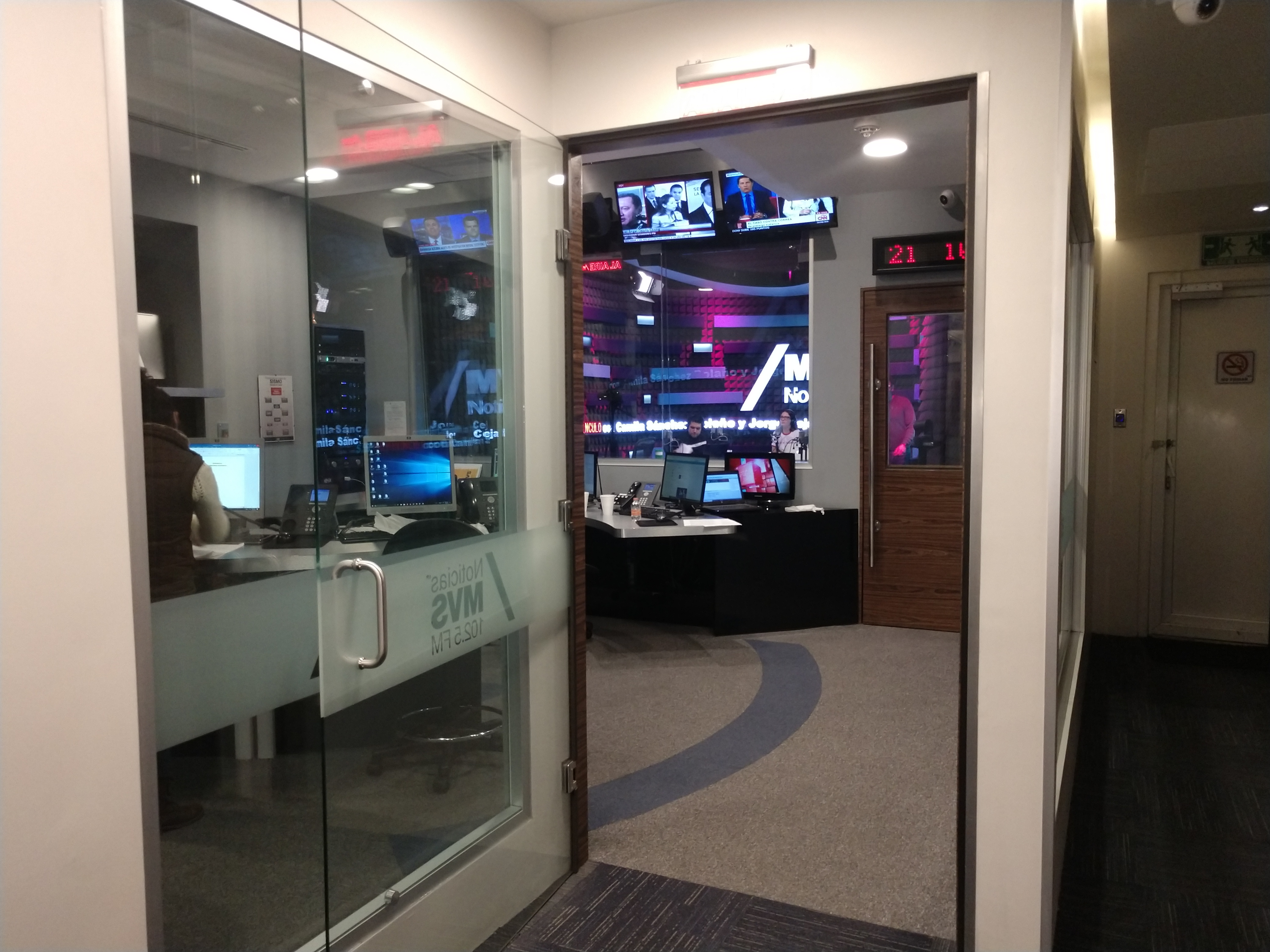

XHMVS-FM es una estación de radio en la Ciudad de México. Transmite en 102.5 FM desde una torre en el Cerro del Chiquihuite, XHMVS-FM es propiedad de MVS Comunicaciones y es una estación hablada y noticiosa conocida con el nombre MVS Noticias.

## Historia
En 1964, una concesión fue otorgada a Ruben Marin y Kall para una nueva estación de radio en el 102.5 FM en la Ciudad de México, con el identificativo de llamada XHV-FM. La estación entró al aire en 1967, y un año después fue comprada por Joaquín Vargas Gómez, fundador de MVS, quién aumentó su potencia de 1 a 54 kW. A partir de ese momento, la estación adoptaría el formato de música en inglés Stereorey, surgido en Monterrey en 1967, formando parte de una creciente cadena con el mismo nombre.
En 1987, se unen contenidos hablados a la estación con el surgimiento del noticiero Para empezar, conducido por Pedro Ferriz de Con. En los años siguientes surgen emisiones adicionales conducidas por Carmen Aristegui y Javier Solórzano, que durarían en la emisora hasta 1999. Para 2000, la estación era prácticamente hablada, solo los fines de semana y madrugadas transmitía programación musical.
En 1991, su indicativo cambió a XHMVS-FM y su potencia aumentó a 180 kW. 
El primer cambio de formato de la estación desde los años 60 no vendría hasta el 5 de agosto de 2002. En ese momento, Stereorey se convirtió en Best FM, formato de música en inglés más contemporánea y alternativa. En marzo de 2004, este fue reemplazado con un formato noticioso, llamado simplemente MVS 102.5. Esta estación transmitía los noticieros de Grupo Monitor, luego de su salida de Grupo Radio Centro, así como contenidos hablados propios de MVS. El 1 de diciembre de 2006, el formato hablado termina para dar paso a La Mejor FM, estación de música grupera y regional mexicana. El formato concluye el 30 de noviembre de 2008, y tras un periodo de transición, resurge el formato hablado con el nombre de MVS Noticias a partir del 5 de enero de 2009.

## Formato
MVS Noticias incluye una amplia gama de noticieros y programas hablados, así como música contemporánea en inglés durante las noches, madrugadas y todo el día domingo, similar al formato original Stereorey, el cual por cierto, volvería como un stream en línea en 2015.